# 虹色スイッチ
虹色スイッチ（にじいろスイッチ）は、日本の女性アイドルグループ。2010年6月に活動開始し、同年11月にCDデビュー。
所属事務所はM-SMILE、レーベルは色彩RECORDS。

## 概要
合言葉は「女気」。アイドルなのに気取らない、ポップ＆セクシーをテーマとしたユニット。
CDリリース、672回のライブ公演を行い、2012年5月有明コロシアムにて行われた日本プロバスケットボールbjリーグにライブ出演、閉会式のアシスタントを務めた。
また2013年7、9月に行われた格闘技RISEのオープニングパフォーマンスゲストを務めた。
有本さゆみ、遥川なつきの卒業ライブ後虹色スイッチとしての活動停止。その後は高杉実夏、岡田ちほが虹色スイッチ改めプレシャスパーティーとして活動していたが2014年8月に卒業。

## 元メンバー
- 谷川万純（たにかわ ますみ・1989年11月25日 - ） ：赤・・・2012年7月1日のライブを最後に卒業。
- 有本さゆみ（ありもと さゆみ・1987年5月16日 - ） ：緑・・・2013年11月24日に行われた「虹色スイッチワンマンライブ さゆみん＆なちゅ卒業公演 一生女気～虹色…虹色…スイッチＯＮ!!!」を最後に卒業。
- 遥川なつき（はるかわ なつき・1988年6月3日 - ） ：青・・・2013年11月24日に行われた「虹色スイッチワンマンライブ さゆみん＆なちゅ卒業公演 一生女気～虹色…虹色…スイッチＯＮ!!!」を最後に卒業。
- 高杉実夏（たかすぎ みなつ・1987年8月28日 - ） ：ピンク
- 岡田ちほ（おかだ ちほ・1992年1月2日 - ）：黄色

## 楽曲

### CDリリース作品
1. 恋は急上昇↑↑（2010年8月1日発売）
2. 真夜中のシンデレラ（2010年8月1日発売）
3. 願い星／to sound （2010年11月15日発売、MSSR-1023） - オリコンインディーズチャート4位
4. ときめき列車（2011年1月1日発売）
5. 空とキミとボク／好きになってもいいですか？（2011年3月16日発売、MSSR-1025）、- オリコンインディーズチャート8位
6. Maze（2011年5月28日発売）
7. 和心漸進∞ボクラノ祭／コイノカケラ（2011年8月27日発売、MSSR-1028）
8. にじのうた / LuvSick..xx（2012年9月26日、MSSR-1037／MSSR-2037）[1]
9. No control／SUMMER☆LIP（2013年8月28日発売）

### その他の楽曲
- 幸福探偵～野良猫Key～
- dear snow